# Street punk
Genres associés
D-beat
Street punk (parfois écrit streetpunk) est un genre musical de punk rock ciblant la classe ouvrière ayant émergé durant les années 1980, en partie en réponse aux prétentions artistiques de la première vague du punk britannique,. Le street punk émerge du style oi!, joué par des groupes comme Sham 69, Blitz, The Business, Angelic Upstarts, Cockney Rejects et The Exploited,,. Cependant, le street punk dépasse les limites de la forme oi! grâce à des groupes comme GBH, Chaos UK, Discharge, Anti-Nowhere League et Oxymoron. Les street punks ont généralement un aspect beaucoup plus flamboyant contraire à l'image de la classe ouvrière ou des skinheads associés à certains groupes de oi!.

## Histoire

### UK 82

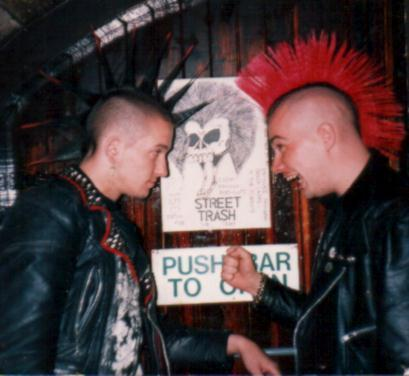
Punks des années 1980.

UK 82 (également connu sous les noms de UK Hardcore, seconde vague punk, real punk, ou no future punk) adopte la musique punk existante et y ajoute les batteries et les sons de guitare saturée de Motörhead. Le terme de UK 82 s'inspire du titre homonyme de la chanson du groupe The Exploited. Les paroles de groupes UK 82 sont plus sombres et plus violentes que celles des premiers groupes punk. Ils explorent leur intérêt pour l'holocauste nucléaire, et autres thèmes apocalyptiques, partiellement à cause des tensions militaires qui régnaient en ce temps durant la Guerre froide. D'autres thèmes comme le chômage et les lois du gouvernement britannique conservateur sont également explorés. Les paroles dénoncent fréquemment la leader du Parti conservateur Margaret Thatcher, de la même manière que le faisaient les groupes de punk hardcore pour Ronald Reagan.
Les trois groupes UK82 les plus importants, selon Ian Glasper, sont The Exploited, Discharge et Charged GBH. The Exploited créent la polémique de par leurs paroles agressives et leurs concerts, et sont considérés par Glasper comme « punks cartoonesques. » Glasper explique que « pour beaucoup, The Exploited étaient le groupe de la seconde vague punk par excellence. »

### D-beat
Le D-beat (aussi connu sous le terme discore ou käng (boot) punk, en Suède) se développe pendant les années 1980 lorsque des groupes tentent d'imiter d'autres groupes comme Discharge, pour qui le genre est nommé. L'un de ces premiers groupes à faire de la sorte est The Varukers. Le contenu vocal du D-beat sont des slogans hurlés. Le style se différencie de ses prédécesseurs de par son contenu lyrique minimal et sa proximité avec le heavy metal. Il est proche du crust punk, qui est une variation plus heavy et plus complexe. Les groupes de D-beat sont habituellement anti-militaristes et prônent l'anarchie. Le style se popularise plus particulièrement en Suède, et se développe dans le pays grâce à des groupes comme Anti Cimex et Mob 47.

### UK/DK
Cette scène bouillonnante a été mise en avant dans un documentaire sorti en 1983, UK/DK: A Film About Punks and Skinheads. Réalisé par Christopher Collins, ce documentaire présente des interviews et des extraits de concerts d'une quinzaine de groupes emblématiques du street punk,.

### Christmas on Earth Festival (1981)
Le festival Christmas on Earth s'est déroulé le 20 décembre 1981 à Leeds, en Angleterre, dans la salle du Queen's Hall. C'est le premier festival à mettre en avant la plupart des groupes de la deuxième vague Punk rock : Street punk, Oi!, Hardcore punk, New Wave.